# Nils Axelsson

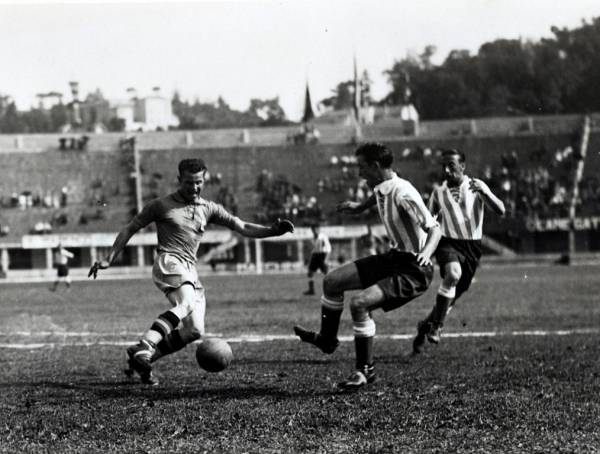
Axelsson (l.) bei der WM 1934 gegen Argentinien.

Nils Arvid Evald Axelsson (* 18. Januar 1906; † 18. Januar 1989 in Helsingborg) war ein schwedischer Fußballnationalspieler.

## Werdegang
Axelsson spielte für Helsingborgs IF in der Allsvenskan. Mit 584 Spielen für den Verein in allen Wettbewerben liegt er an dritter Stelle der Vereinsrangliste.
Axelsson war schwedischer Nationalspieler. Insgesamt lief er 23-mal für die Landesauswahl auf. Der Abwehrspieler gehörte bei der Weltmeisterschaft 1934 zum Kader und kam während des Turniers zweimal zum Einsatz.